# Сент-Клер (річка)

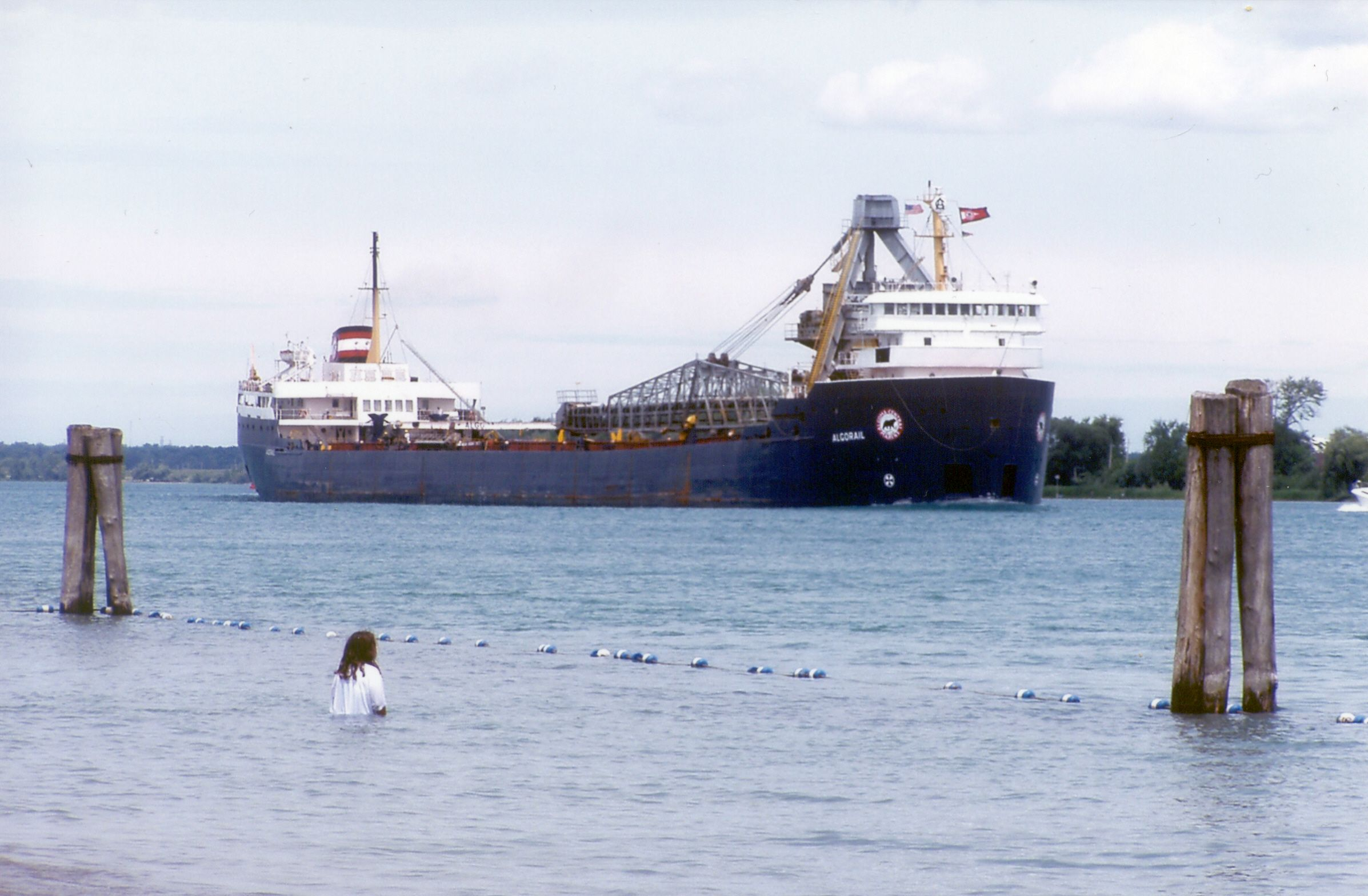

Річка Сент-Клер (англ. Saint Clair River, фр. Rivière Sainte-Clair)) — річка в системі Великих озер, поміж озерами Сент-Клер та Ері. По річці пролягає державний кордон між Канадою (провінція Онтаріо) та США (штат Мічиган). Довжина річки — лише 65,2 км, але об'єм стоку досить значний — 5200 м³/c. В гирлі річки знаходиться урбанізований район, на лівому березі — Порт-Гурон, на правому — Сарнія, з'єднані мостом Блю-Вотер (англ. Blue Water Bridge). Нижче за течією розташований тунель «Сент-Клер» (англ. St. Clair Tunnel). Також між берегами річки ходять пороми.
Острів Стаґ-Айленд (англ. Stag Island) лежить між островом Корунья (англ. Corunna), Онтаріо і островом Мерісвілл (англ. Marysville), штат Мічиган. Острів Фан (англ. Fawn Island) поблизу Порт-Ламбтона (англ. Port Lambton) Онтаріо і Марін-Ситі (англ. Marine City), штат Мічиган. Волпол (англ. Walpole), Сівей (англ. Seaway), Бассетт (англ. Bassett), Сквірел (англ. Squirrel), Поттоватамі (англ. Pottowatamie), Сент-Енн (англ. St. Anne), Дикінсон (англ. Dickinson), Расселл (англ. Russell), й остови Гарсенс (англ. Harsens islands), розташовані там, де річка Сент-Клер впадає в озеро Сент-Клер поруч Алґонак англ. Algonac), штат Мічиган.

Ці острови утворюють Сент-Клер-Флетс (англ. St. Clair Flats), єдину велику річкову дельту у районі Великих озер і найбільшу прісноводну дельту в Північній Америці.

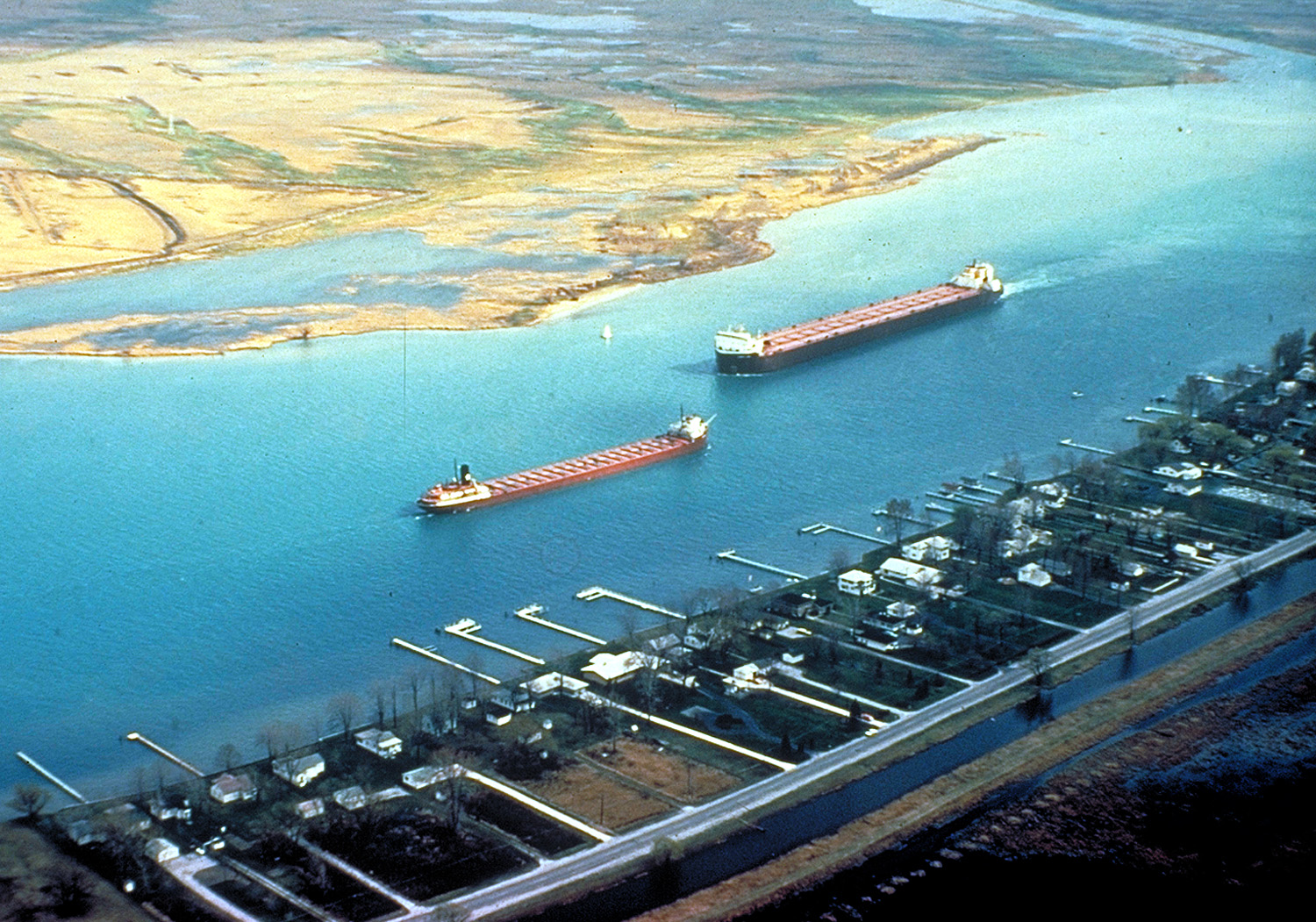